# Misandria
Il termine misandrìa (dal greco μῖσος (mísos), "odio", "avversione", e ἀνήρ, gen. ἀνδρός (anēr, gen. andrós), "uomo") indica un sentimento e un conseguente atteggiamento di avversione, ostilità, odio, disprezzo e/o pregiudizio nei confronti del genere maschile.
La misandria può manifestarsi in numerosi modi, tra cui esclusione sociale, discriminazione sessuale, ostilità, ginocentrismo, insulto verso gli uomini, incitamento all'odio e violenza contro gli uomini, pene o sentenze più severe rispetto ai criminali di sesso femminile, scarsa o assente copertura mediatica, demonizzazione e oggettificazione sessuale.
A livello lessicale, l'antonimo della misandria è la misoginia.

## In psicologia
Glick e Fiske hanno sviluppato costrutti psicometrici per misurare gli atteggiamenti degli individui nei confronti degli uomini nella loro "Ambivalence toward Men Inventory" (AMI), che include un fattore di "Ostilità verso gli uomini". Queste metriche si basavano su una discussione in piccoli gruppi con le donne per identificarne i fattori. Successivamente, il numero di domande è stato ridotto utilizzando metodi statistici. L'ostilità verso gli uomini era suddivisa in tre fattori: il risentimento per il paternalismo, ovvero la convinzione che gli uomini sostenessero il potere maschile; la differenziazione di genere compensativa, ossia la convinzione che gli uomini fossero supportati dalle donne; e l'ostilità eterosessuale, basata sulla convinzione che gli uomini avrebbero probabilmente intrapreso azioni ostili. Il costrutto combinato, ovvero la cosiddetta "Ostilità verso gli uomini", è risultato inversamente correlato alle misure di uguaglianza di genere quando si confrontano i diversi Paesi e in uno studio con studenti universitari, le femministe che si definiscono come tali hanno un punteggio più basso.

## Nella letteratura

### Letteratura dell'Antica Grecia
La professoressa di classici Froma Zeitlin dell'Università di Princeton ha discusso della misandria nel suo articolo intitolato "Patterns of Gender in Aeschylean Drama: Seven against Thebes and the Danaid Trilogy". Scrive:
Il punto di contatto più significativo, tuttavia, tra Eteocle e i supplenti Danaidi sono, infatti, le loro posizioni estreme rispetto al sesso opposto: la misoginia dell'esplosione di Eteocle contro tutte le donne di qualsiasi varietà (Se. 181-202) ha la sua controparte nell'apparente sventura dei Danaidi, che sebbene siano in particolare opposti ai loro cugini egiziani (il matrimonio con loro è incestuoso, sono uomini violenti) spesso estendono le loro obiezioni per includere la razza maschile nel suo insieme e vedere la loro causa come una contesa appassionata tra i sessi (cfr. Su. 29, 393, 487, 818, 951).

### Shakespeare
Il critico letterario Harold Bloom ha sostenuto che anche se la parola "misandria" è relativamente inaudita in letteratura, non è difficile trovare impliciti, anche espliciti, esempi di misandria. In riferimento alle opere di Shakespeare Bloom sosteneva:
(Elin Schoen Brockman, "In the Battle of the Sexes, This Word Is a Weapon")

### Letteratura moderna
Anthony Synnott sostiene che c'è una tendenza in letteratura a rappresentare gli uomini come cattivi e le donne come vittime e sostiene che esiste un mercato per i romanzi "anti-maschili" senza un corrispondente mercato "anti-femminile", citando The Women's Room di Marilyn French e Il colore viola di Alice Walker. Fornisce esempi di confronti tra uomini e guardie carcerarie naziste come tema comune nella letteratura.
La misandria di stampo razziale si verifica sia nella cultura sia nella letteratura "alta" e "bassa". Ad esempio, gli uomini afro-americani sono stati spesso descritti in modo sprezzante come infantili o come erotizzati e iper-maschili, a seconda degli stereotipi culturali prevalenti.
Julie M. Thompson, un'autrice femminista, collega la misandria con l'invidia degli uomini, in particolare "invidia del pene", un termine coniato da Sigmund Freud nel 1908, nella sua teoria dello sviluppo sessuale femminile. Nancy Kang ha discusso "dell'impulso misandrico" in relazione alle opere di Toni Morrison.
Nel suo libro, Gender and Judaism: The Transformation of Tradition, Harry Brod, professore di filosofia e scienze umane presso il Dipartimento di filosofia e religione dell'Università dell'Iowa settentrionale, scrive:
(Harry Brod, "Gender and Judaism: The Transformation of Tradition")
Nel 2020, il saggio dichiaratamente misandrico Moi, les hommes, je les déteste (pubblicato in Italia come Odio gli uomini) della blogger femminista francese Pauline Harmange ha suscitato polemiche in Francia dopo che un funzionario del governo ha minacciato il suo editore di perseguimento penale.
La critica del femminismo tradizionale Christina Hoff Sommers ha descritto il dramma di Eve Ensler The Vagina Monologues come misandrico in quanto "non ci sono maschi ammirevoli... il dramma presenta una galleria di furfanti, di uomini brutali, sadici, molestatori di bambini, mutilatori genitali, stupratori di gang e odiosi ragazzini" che trova al passo con la realtà che "la maggior parte degli uomini non sono bruti. Non sono oppressori".

## Misandria e femminismo
Il ruolo della misandria nel femminismo è controverso ed è stato discusso sia all'interno sia all'esterno dei movimenti femministi. Gli oppositori del femminismo spesso sostengono che il femminismo sia misandrico; citando esempi come l’opposizione alla genitorialità condivisa da parte di NOW o l’opposizione alle leggi sulla parità di stupro e violenza domestica. Si è sostenuto che la validità di queste percezioni e del concetto promuovesse una falsa equivalenza tra misandria e misoginia. Il femminismo radicale è stato spesso associato alla misandria nella coscienza pubblica. Tuttavia, anche le argomentazioni del femminismo radicale sono state fraintese, e singole femministe radicali come Valerie Solanas, nota per il tentato omicidio di Andy Warhol nel 1968, hanno storicamente avuto una maggiore visibilità nella cultura popolare rispetto agli studi femministi.
Svariate teoriche del femminismo radicale, tra cui Valerie Solanas, Mary Daly, Wendy McElroy, Andrea Dworkin sono state accusate di misandria.

L'accademica Alice Echols, professoressa di storia e studi contemporanei di genere all'Università della California meridionale, nel suo libro del 1989 Daring To Be Bad: Radical Feminism in America, 1967–1975, sosteneva che la femminista radicale Valerie Solanas mostrò un livello estremo di misandria nel suo trattato SCUM Manifesto, ma ha anche sottolineato che ciò non rappresentava un comportamento tipico delle femministe radicali dell'epoca. Echols dichiarò:
La misandria sfacciata di Solanas - in particolare la sua convinzione nell'inferiorità biologica degli uomini - la sua approvazione delle relazioni tra "donne indipendenti" e il suo licenziamento del sesso come "il rifugio degli insensati" contravvenivano al tipo di femminismo radicale prevalso nella maggior parte dei gruppi di donne in tutto il paese.
La saggista e femminista radicale Andrea Dworkin ha criticato il filone "deterministico biologico" nel femminismo radicale che, nel 1977, ha trovato "con crescente frequenza nei circoli femministi" che ha fatto eco alle opinioni (da molti invece ritenute solo parodia del patriarcato) di Valerie Solanas secondo cui i maschi sarebbero biologicamente inferiori alle donne e violenti per natura, il che richiederebbe un genericidio per consentire l'emergere di un "nuovo Übermensch Womon".
L'autrice femminista bell hooks (pseudonimo di Gloria Jean Watkins) ha discusso della questione dell'"odio dell'uomo" durante il primo periodo di liberazione delle donne come reazione all'oppressione patriarcale e alle donne che hanno avuto brutte esperienze con gli uomini nei movimenti sociali non femministi. Ha anche criticato i filoni separatisti del femminismo come "reazionari" per aver promosso l'idea che gli uomini sarebbero intrinsecamente immorali, inferiori e incapaci di contribuire a porre fine all'oppressione sessista o beneficiare del femminismo. In Feminism is For Everybody, Watkins lamenta il fatto che le femministe che hanno criticato il pregiudizio anti-maschio nei primi movimenti delle donne non abbiano mai attirato l'attenzione dei media e che "il nostro lavoro teorico critica la demonizzazione degli uomini considerati come il nemico non ha cambiato la prospettiva delle donne che erano anti-maschi". Watkins ha teorizzato in precedenza che questa demonizzazione avrebbe portato a una frattura non necessaria tra il movimento maschile e il movimento femminista.
Sebbene Watkins non nomini singole teoriche separatiste, la visione utopica della filosofa e teologa femminista Mary Daly di un mondo in cui uomini e donne eterosessuali sono stati eliminati è un esempio estremo di questa tendenza. Daly sosteneva che l'uguaglianza sessuale tra uomini e donne non era possibile e che le donne, a causa delle loro capacità superiori, dovrebbero governare gli uomini. Ancora più tardi, in un'intervista, Daly ha sostenuto "Se la vita deve sopravvivere su questo pianeta, ci deve essere una decontaminazione della Terra. Penso che questo sarà accompagnato da un processo evolutivo che porterà a una drastica riduzione della popolazione di maschi".
Paul Nathanson e la professoressa di scienze delle religioni all'università McGill Katherine K. Young hanno sostenuto che il "femminismo ideologico" in contrapposizione al "femminismo egualitario" ha imposto misandria alla cultura. Il loro libro del 2001, Spreading Misandry, analizzava "manufatti e produzioni culturali pop degli anni '90", dai film ai biglietti di auguri per quelli che consideravano messaggi pervasivi di odio verso gli uomini. Legalizing Misandry (2005), il secondo della serie, ha prestato una simile attenzione alle leggi del Nord America. Anche gli attivisti per i diritti degli uomini e altri gruppi mascolinisti hanno spesso criticato le leggi moderne in materia di divorzio, violenza domestica e stupro come esempi di misandria istituzionale.
Wendy McElroy, una femminista individualista, scrisse nel 2001 che alcune femministe "hanno ridefinito la visione del movimento del sesso opposto" come "una rabbia calda verso gli uomini [che] sembra essersi trasformata in un odio freddo". Ha sostenuto che è una posizione errata considerare gli uomini come una classe di irriformabili o stupratori.
In un articolo del 2016, la scrittrice e giornalista Cathy Young ha descritto un "attuale ciclo di misandria" nel femminismo. Questo ciclo, spiega, include l'uso del termine "mansplaining" e altri neologismi che usano "man" (uomo) come prefisso dispregiativo. Il termine "mansplaining", secondo la scrittrice femminista Rebecca Solnit, è stato coniato poco dopo l'apparizione nel 2008 del suo saggio Men Explain Things to Me.
Il professore di sociologia e autore Anthony Synnott ha proposto il concetto secondo cui la misandria è ulteriormente alimentata e generata dalla misoginia e che il concetto di sfida alla misandria può essere visto come opposizione al femminismo. A causa del numero crescente di club esclusivamente per donne e di campagne per l'emancipazione femminile, Synnott afferma che ciò può causare un ambiente di esclusione maschile e disprezzo degli uomini.
La giornalista e responsabile dei media del Partito Verde di Inghilterra e Galles Miranda Larbi ha affermato che le femministe dovrebbero fare uno sforzo maggiore per tentare di tenere la misandria fuori dal femminismo. Secondo Larbi, i difetti del femminismo moderno includono la creazione di problemi come le molestie sessuali specifiche del genere e la valutazione delle esperienze maschili meno delle esperienze femminili, che Larbi afferma mini gli obiettivi e le intenzioni del femminismo.